# Strelitz
Ne pas confondre avec Streltsy ou strélitz, ancienne troupe russe.
Strelitz, appelé communément « Vieux-Strelitz » (en allemand : Altstrelitz), est un quartier de la ville allemande de Neustrelitz dans le Land de Mecklembourg-Poméranie-Occidentale. Jusqu'à son incorporation en 1931, il était une ville mecklembourgoise qui fut la résidence des ducs de Mecklembourg-Strelitz de 1701 à 1712. Depuis 1994, le quartier est appelé officiellement Strelitz-Alt.

## Géographie
Le quartier se trouve dans l'est de la région historique du Mecklembourg, entouré par le paysage du plateau des lacs mecklembourgeois.
La gare de Strelitz Alt est reliée à la ligne ferroviaire de Berlin à Stralsund.

## Histoire

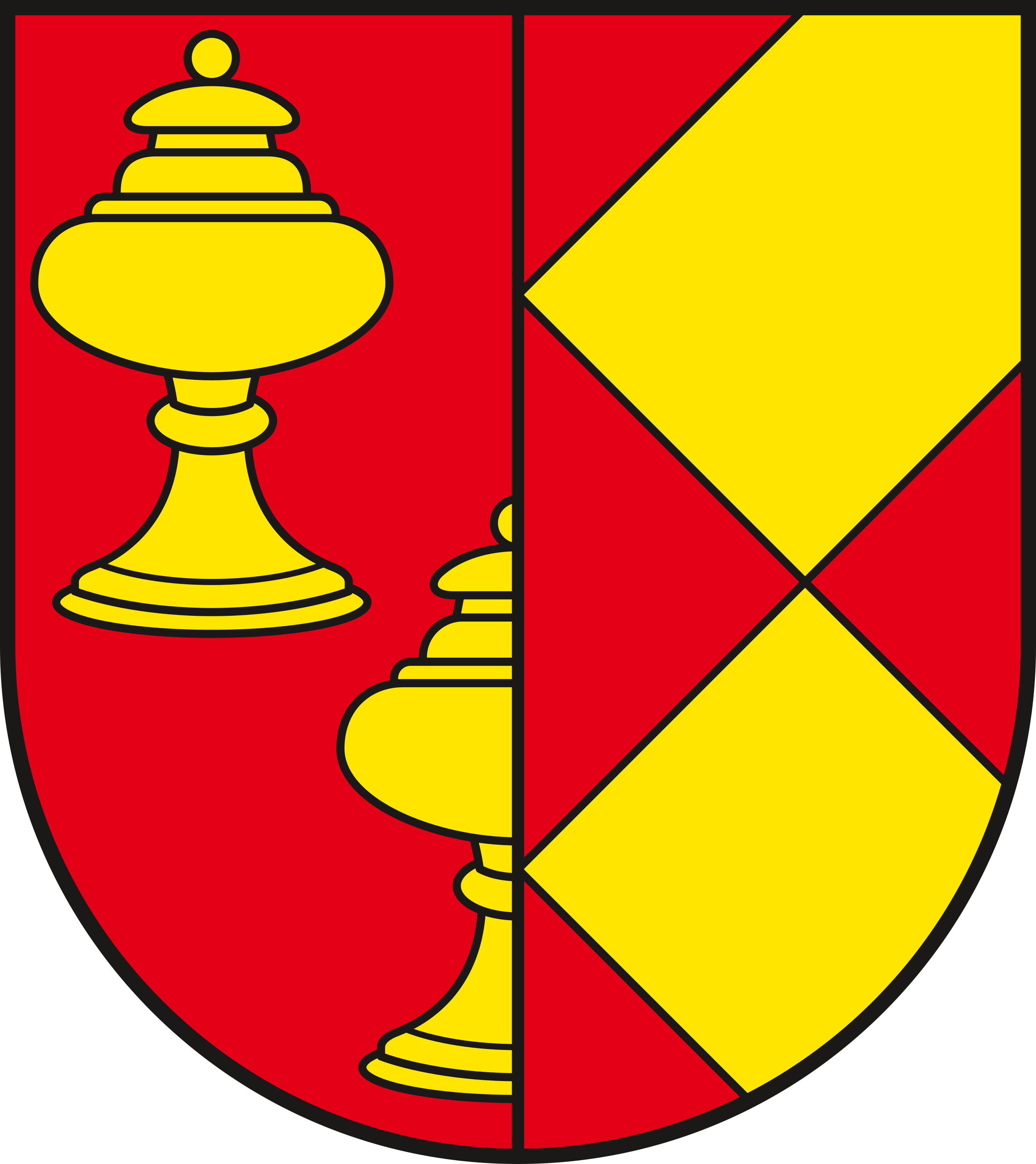
Blason de Strelitz.

Le nom de lieu, mentionné pour la première fois en 1278, possède des origines slaves (polabes) ; il est dérivé du mot « strela » (flèche) qui désignait auparavant les archers. Au haut Moyen-Âge, les Rédariens, l'une des tribus de la fédération slave des Lutici s'installaient dans la région. À la suite de la croisade contre les « Wendes » païens en 1147, leur territoire, pillé et dépeuplé, est intégré dans le duché du Mecklembourg au sein du Saint-Empire romain. Sous la suprématie des ducs de Saxe puis des princes des Obodrites, la population restante des autochtones slaves a été christianisée.
Le village de Strelitz faisait partie de la seigneurie de Stargard qui fit l'objet de conflits entre les souverains de Mecklembourg, de Poméranie et de Brandebourg. Depuis 1292, elle était la propriété du prince Henri II de Mecklembourg et sa descendance. Néanmoins, les litiges se poursuivaient et Strelitz fut attaqué par le troupes du margrave Valdemar de Brandebourg en 1315. L'année suivante a vu une bataille sanglante sur le lieu ; finalement, Henri II avait le pouvoir de vaincre les envahisseurs. Il a assuré la possession des domaines pour la maison de Mecklembourg par un accord de paix conclu le 25 novembre 1317 à Templin. En 1347, ses fils Albert II et Jean ont obtenu la seigneurie en tant que fief immédiat des mains du roi Charles IV. La localité de Strelitz fut promue au rang d'une ville le 4 décembre 1349.

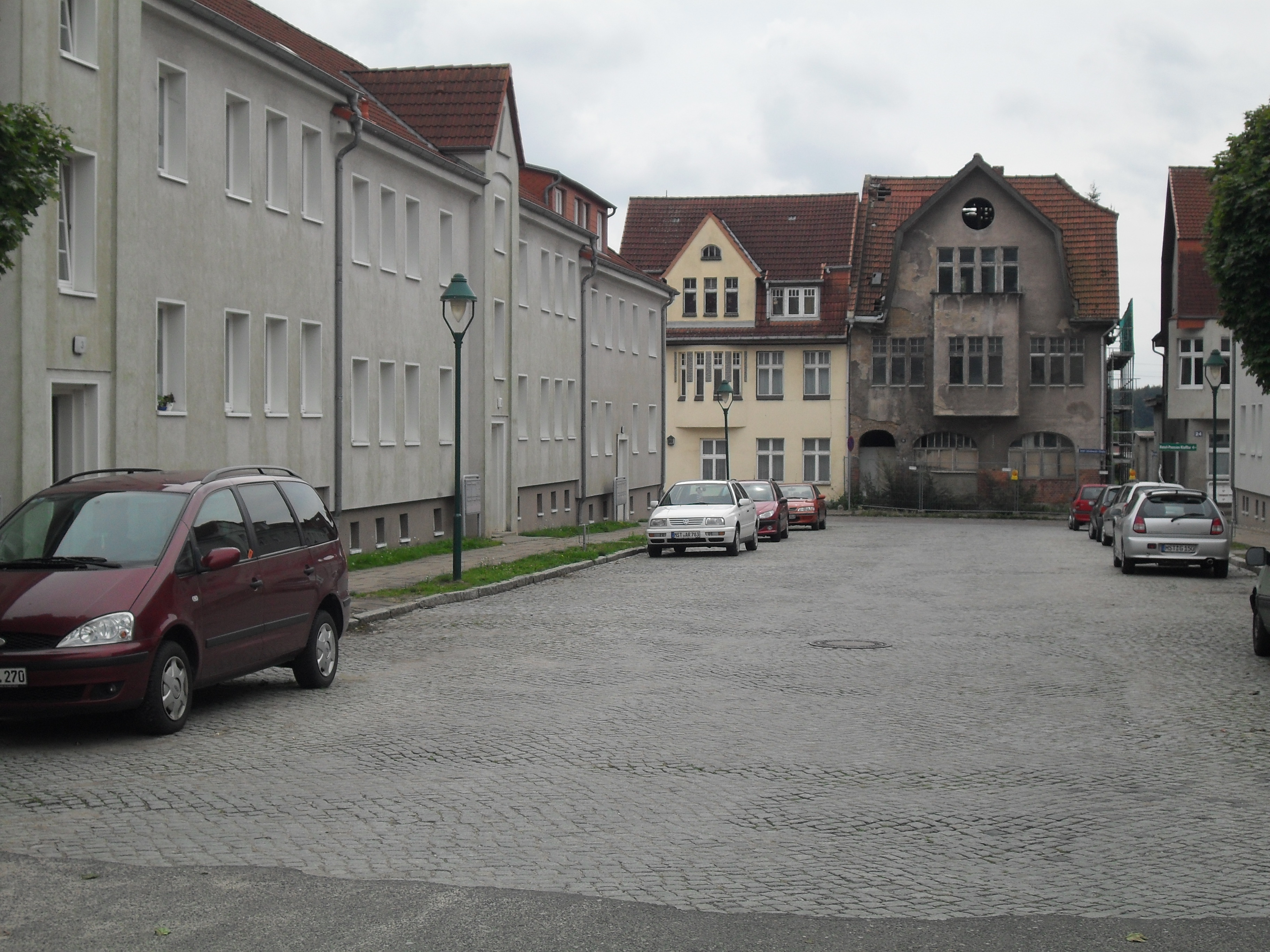
L'ancienne place du marché.

Strelitz, jouissant d'une situation pratique au carrefour des routes commerciales de Wesenberg à Woldegk et de Fürstenberg à Neubrandenbourg, était le siège administratif d'un baille (Amtmann) des ducs mecklembourgeois depuis le début du XIVe siècle. À la suite de la partition de 1621, la petite ville fait partie du duché de Mecklembourg-Güstrow, qui cesse d'exister en 1695 lors du décès de son dernier duc Gustave-Adolphe. Par contrat conclu le 8 mars 1701, Strelitz devient la résidence du duc Adolphe-Frédéric II, le premier souverain de Mecklembourg-Strelitz. Mais après l'incendie qui, dans la nuit du 24 au 25 octobre 1712, ravage le château et une partie de la ville, la famille du duc Adolphe-Frédéric III trouve refuge dans le pavillon de chasse de Glienecke, au nord-ouest de Strelitz. Une nouvelle ville s'élève bientôt, qui prend le nom de Neustrelitz (« Nouvelle-Strelitz ») et se substitue à Strelitz comme capitale du duché en 1733.
En 1805, une prison a été construite sur le site de l'ancien château ; l'institution a été fermée en 2001.
Lors de la Révolution de 1848, Strelitz était le centre d'un important mouvement de réforme libéral. Enfin en 1931, la municipalité fortement endettée perd son autonomie et devient un des quartiers de la ville de Neustrelitz. La synagogue de Strelitz, inaugurée en présence du duc Adolphe-Frédéric IV en 1763, fut détruite dans un incendie criminel au cours de la « nuit de Cristal » en novembre 1938. En 1945, lors des derniers combats de la Seconde Guerre mondiale, le centre historique est ravagé. La mairie et l'église baroque Sainte-Marie ont été détruites, de nombreux autres monuments historiques de l'ancienne ville sont gravement endommagés.

## Personnalités
- Friedrich August von Finck (1718–1766), général prussien ;
- Daniel Sanders (1819-1897), lexicographe ;
- Hans Fallada (1893-1947), écrivain, incarcéré à la prison de Strelitz en 1944.